# America's Next Top Model (mùa 23)
America's Next Top Model, Mùa thi 23 là mùa thi thứ 23 của chương trình thực tế America's Next Top Model phát sóng vào ngày 12 tháng 12 năm 2016 trên VH1, như là một sự hồi sinh sau khi thông báo ngừng phát sóng trên The CW. Khác với ba mùa giải trước đó, chương trình quay trở lại hình thức chỉ có thí sinh nữ thi đấu.
Mùa giải này được host bởi ca sĩ người Anh Rita Ora, cô đã vượt qua hàng ngàn người mẫu hàng đầu để thay thế Tyra Banks, sẽ lui về hậu trường điều hành việc sản xuất và chỉ là khách mời đặc biệt của mùa. Ban giám khảo cũng được thay đổi toàn bộ, bao gồm: người mẫu Ashley Graham, giám đốc sáng tạo của tạp chí Paper Drew Elliott, và nhà thiết kế nổi tiếng Law Roach.
Quán quân của mùa 23 là India Gants 20 tuổi đến từ Seattle, Washington. Cô giành được:
- Một hợp đồng tài năng với VH1 trong 1 năm
- Được lên trang bìa tạp chí Paper.
- Chiến dịch quảng cáo cho mĩ phẩm Rimmel London
- Giải thưởng tiền mặt trị giá US$100,000

## Thí sinh
(Tính theo tuổi khi còn trong cuộc thi)
| Thí sinh           | Tuổi | Chiều cao              | Quê quán                     | Bị loại ở | Hạng |
| ------------------ | ---- | ---------------------- | ---------------------------- | --------- | ---- |
| Justine Biticon    | 18   | 1,77 m (5 ft 9+1⁄2 in) | Panorama City, California    | Tập 2     | 14   |
| Cherish Waters     | 25   | 1,76 m (5 ft 9+1⁄2 in) | Los Angeles, California      | Tập 3     | 13   |
| Giah Hardeman      | 21   | 1,74 m (5 ft 8+1⁄2 in) | Bryan-College Station, Texas | Tập 5     | 12   |
| Krislian Rodriguez | 25   | 1,76 m (5 ft 9+1⁄2 in) | Los Angeles, California      | Tập 6     | 11   |
| Kyle McCoy         | 23   | 1,76 m (5 ft 9+1⁄2 in) | Darien, Connecticut          | Tập 7     | 10   |
| Binta Dibba        | 25   | 1,75 m (5 ft 9 in)     | Seattle, Washington          | Tập 8     | 9    |
| Marissa Hopkins    | 18   | 1,77 m (5 ft 9+1⁄2 in) | Houston, Texas               | Tập 9     | 8    |
| Paige Mobley       | 22   | 1,80 m (5 ft 11 in)    | Birmingham, Michigan         | Tập 10    | 7    |
| Tash Wells         | 26   | 1,78 m (5 ft 10 in)    | San Jose, California         | Tập 11    | 6    |
| Cody Wells         | 26   | 1,78 m (5 ft 10 in)    | San Jose, California         | Tập 12    | 5    |
| Courtney Nelson    | 25   | 1,72 m (5 ft 7+1⁄2 in) | San Francisco, California    | Tập 14    | 4    |
| Cory Anne Roberts  | 19   | 1,78 m (5 ft 10 in)    | Los Angeles, California      | Tập 15    | 3    |
| Tatiana Price      | 21   | 1,77 m (5 ft 9+1⁄2 in) | Queens, New York             | Tập 15    | 2    |
| India Gants        | 20   | 1,74 m (5 ft 8+1⁄2 in) | Seattle, Washington          | Tập 15    | 1    |

## Các tập phát sóng

### Tập 1: Business, Brand, Boss
Ngày phát sóng: 12 tháng 12 năm 2016
- Nhiếp ảnh gia: Massimo Campana
- Khách mời: Philipp Plein, LaQuan Smith

### Tập 2: Lights, Camera, Catwalk
Ngày phát sóng: 19 tháng 12 năm 2016
- Nhiếp ảnh gia: Pieter Henket
- Khách mời: Stacey McKenzie, Zendaya

### Tập 3: Make Your Mark
Ngày phát sóng: 26 tháng 12 năm 2016
- Nhiếp ảnh gia: Ellen von Unwerth
- Khách mời: Sally Hershberger

### Tập 4: Major Key Alert
Ngày phát sóng: 2 tháng 1 năm 2017
- Khách mời: Mickey Boardman, DJ Khaled, Jasmine Saunders

### Tập 5: Avant Garde
Ngày phát sóng: 9 tháng 1 năm 2017
- Nhiếp ảnh gia: Jack Waterlot
- Khách mời: Nicola Formichetti

### Tập 6: Out For The Count
Ngày phát sóng: 16 tháng 1 năm 2017
- Nhiếp ảnh gia: Massimo Campana, Pieter Henket
- Khách mời: Chanel Iman

### Tập 7: X Marks The Spot
Ngày phát sóng: 23 tháng 1 năm 2017
- Đạo diễn thử thách: Director X
- Khách mời: Stacey McKenzie, Chris Grant

### Tập 8: The Glamorous Life
Ngày phát sóng: 30 tháng 1 năm 2017
- Nhiếp ảnh gia: Douglas Friedman
- Khách mời: Jason Derulo, Philipp Plein

### Tập 9: The Comeback
Ngày phát sóng: 1 tháng 2 năm 2017
| Kết quả | Kết quả   |
| #       | Người mẫu |
| ------- | --------- |
| 7       | Cherish   |
| 6       | Kyle      |
| 5       | Justine   |
| 4       | Binta     |
| 3       | Krislian  |
| 2       | Giah      |
| 1       | Tash      |

- Đạo diễn thử thách: Drew Elliott
- Khách mời: French Montana, Tanisha Scott, Nefertari Green, Christian Cowan

### Tập 10: Platform Power
Ngày phát sóng: 8 tháng 2 năm 2017
- Nhiếp ảnh gia: Vijat Mohindra
- Khách mời: Amber Rose, Stacey McKenzie

### Tập 11: Celebrity Life
Ngày phát sóng: 15 tháng 2 năm 2017
- Nhiếp ảnh gia: Vijat Mohindra
- Khách mời: Mickey Boardman

### Tập 12: And Action!
Ngày phát sóng: 22 tháng 2 năm 2017
- Đạo diễn thử thách: Drew Elliott
- Khách mời: Susan Batson, Adrienne C. Moore

### Tập 13: Behind The Scenes, Beyond The Flash
Ngày phát sóng: 22 tháng 2 năm 2017

### Tập 14: Brand Like A Boss
Ngày phát sóng: 1 tháng 3 năm 2017
- Đạo diễn thử thách: Steven Murashige
- Khách mời: Elena Ora, Kathy Jeung

### Tập 15: The Final Countdown
Ngày phát sóng: 8 tháng 3 năm 2017
- Nhiếp ảnh gia: Charlotte Rutherford
- Khách mời: Tyra Banks, Tinashe, Tim Stack, David & Philippe Blond, Stacy Mackenzie, Mickey Boardman

## Thứ tự gọi tên
| Thứ tự | Tập       | Tập       | Tập       | Tập       | Tập       | Tập       | Tập       | Tập       | Tập       | Tập        | Tập       | Tập       | Tập       | Tập       |
| Thứ tự | 1         | 2         | 3         | 4         | 5         | 6         | 7         | 8         | 9         | 10         | 11        | 12        | 14        | 15        |
| ------ | --------- | --------- | --------- | --------- | --------- | --------- | --------- | --------- | --------- | ---------- | --------- | --------- | --------- | --------- |
| 1      | Courtney  | Cody      | Courtney  | Krislian  | Cory Anne | Cory Anne | India     | Tatiana   | India     | Tash India | Cody      | India     | India     | India     |
| 2      | Giah      | Courtney  | Cory Anne | Binta     | Cody      | Cody      | Paige     | India     | Paige     | Tash India | India     | Courtney  | Tatiana   | Tatiana   |
| 3      | Justine   | Giah      | Marissa   | Paige     | India     | Tatiana   | Cory Anne | Cody      | Cody      | Cody       | Tatiana   | Cory Anne | Cory Anne | Cory Anne |
| 4      | India     | Marissa   | India     | Tatiana   | Tatiana   | Marissa   | Tatiana   | Marissa   | Cory Anne | Courtney   | Cory Anne | Tatiana   | Courtney  |           |
| 5      | Tash      | Tatiana   | Cody      | Giah      | Courtney  | Courtney  | Cody      | Paige     | Tatiana   | Tatiana    | Courtney  | Cody      |           |           |
| 6      | Tatiana   | India     | Tash      | India     | Binta     | Paige     | Binta     | Cory Anne | Courtney  | Cory Anne  | Tash      |           |           |           |
| 7      | Kyle      | Paige     | Kyle      | Courtney  | Paige     | Binta     | Courtney  | Courtney  | Marissa   | Paige      |           |           |           |           |
| 8      | Binta     | Binta     | Tatiana   | Marissa   | Marissa   | India     | Marissa   | Binta     |           |            |           |           |           |           |
| 9      | Cory Anne | Tash      | Paige     | Kyle      | Krislian  | Kyle      | Kyle      |           |           |            |           |           |           |           |
| 10     | Cherish   | Kyle      | Binta     | Cody      | Kyle      | Krislian  |           |           |           |            |           |           |           |           |
| 11     | Paige     | Cherish   | Giah      | Cory Anne | Giah      |           |           |           |           |            |           |           |           |           |
| 12     | Krislian  | Krislian  | Krislian  | Tash      |           |           |           |           |           |            |           |           |           |           |
| 13     | Marissa   | Cory Anne | Cherish   |           |           |           |           |           |           |            |           |           |           |           |
| 14     | Cody      | Justine   |           |           |           |           |           |           |           |            |           |           |           |           |

     Thí sinh chiến thắng cuộc thi
     Thí sinh bị loại

### Buổi chụp ảnh
- Tập 1: Ảnh thẻ (casting)
- Tập 2: Tạo dáng trên đám đông lướt sóng
- Tập 3: Ảnh trắng đen khỏa thân theo nhóm
- Tập 4: Câu chuyện trên mạng xã hội cho tạp chí Paper
- Tập 5: Avant-garde trong siêu thị
- Tập 6: Thời trang thể thao với Chanel Iman
- Tập 7: Video thời trang: Thời trang thể thao trên đường phố Harlem
- Tập 8: Sang trọng trên máy bay với Jason Derulo
- Tập 9: Video thời trang: Trận chiến nhảy múa với French Montana
- Tập 10: Hóa thân thành người nổi tiếng
- Tập 11: Chụp ảnh thử cho bìa tạp chí Paper
- Tập 12: Video chuyển động: Chân dung vẻ đẹp với gương mặt được sơn
- Tập 14: Quảng cáo cho Rimmel London
- Tập 15: Ảnh bìa tạp chí Paper

## Tỉ suất người xem
| Thứ tự tập trong ANTM | Thứ tự tập trong mùa | Tập                                   | Ngày phát sóng       | Người xem (Triệu người) | 18–49 Tỉ suất/chia sẻ | Người xem VH1 + MTV (Triệu người) |
| --------------------- | -------------------- | ------------------------------------- | -------------------- | ----------------------- | --------------------- | --------------------------------- |
| 290                   | 1                    | "Business, Brand, Boss"               | 12 tháng 12 năm 2016 | 1.30                    | 0.65                  | 1.70                              |
| 291                   | 2                    | "Lights, Camera, Catwalk"             | 19 tháng 12 năm 2016 | 1.19                    | 0.55                  |                                   |
| 292                   | 3                    | "Make Your Mark"                      | 26 tháng 12 năm 2016 | 1.15                    | 0.55                  | 1.45                              |
| 293                   | 4                    | "Major Key Alert"                     | 2 tháng 1 năm 2017   | 1.17                    | 0.56                  | 1.65                              |
| 294                   | 5                    | "Avant Garde"                         | 9 tháng 1 năm 2017   | 1.13                    | 0.52                  | 1.41                              |
| 295                   | 6                    | "Out For The Count"                   | 16 tháng 1 năm 2017  | 1.04                    | 0.49                  | 1.55                              |
| 296                   | 7                    | "X Marks The Spot"                    | 23 tháng 1 năm 2017  | 1.30                    | 0.62                  | 1.66                              |
| 297                   | 8                    | "The Glamorous Life"                  | 30 tháng 1 năm 2017  | 1.01                    | 0.46                  | 1.47                              |
| 298                   | 9                    | "The Comeback"                        | 1 tháng 2 năm 2017   | 0.54                    | 0.23                  | 0.85                              |
| 299                   | 10                   | "Platform Power"                      | 8 tháng 2 năm 2017   | 0.71                    | 0.30                  | 0.97                              |
| 300                   | 11                   | "Celebrity Life"                      | 15 tháng 2 năm 2017  | 0.64                    | 0.28                  |                                   |
| 301                   | 12                   | "And Action!"                         | 22 tháng 2 năm 2017  | 0.63                    | 0.29                  |                                   |
| 302                   | 13                   | "Behind The Scenes, Beyond The Flash" | 22 tháng 2 năm 2017  | 0.63                    | 0.29                  |                                   |
| 303                   | 14                   | "Brand Like A Boss"                   | 1 tháng 3 năm 2017   | 0.65                    | 0.30                  |                                   |
| 304                   | 15                   | "The Final Countdown"                 | 8 tháng 3 năm 2017   | 0.86                    | 0.36                  |                                   |